# Кодкод
Кодкод (Leopardus guigna) је врста сисара из породице мачака (Felidae). 

## Распрострањење
Врста је присутна у Аргентини и Чилеу.

## Станиште
Кодкод има станиште на копну.

## Угроженост
Ова врста се сматра рањивом у погледу угрожености врсте од изумирања.

### Популациони тренд
Популација ове врсте се смањује, судећи по расположивим подацима.